# Xã Belleview, Quận Miner, South Dakota
Xã Belleview (tiếng Anh: Belleview Township) là một xã thuộc quận Miner, tiểu bang Nam Dakota, Hoa Kỳ. Năm 2010, dân số của xã này là 70 người.